# Persicaria odorata
Persicaria odorata, o coriandro de Vietname, é uma espécie de erva do género Persicaria na família Polygonaceae. Suas folhas são utilizadas na gastronomia no sudeste asiático. Às vezes é denominada menta vietnamita, cilantro vietnamita, menta de Camboja e menta picante. O nome vietnamita é rau răm, enquanto em Malásia e em Singapura chama-lha daun kesom ou daun laksa (folha laksa). Em Tailândia denomina-lha phak phai (ผักไผ่) e a palavra Hmong é luam laws.  Em Laos,chama-lha phak phaew (ຜັກແພວ.). No nordeste de Índia, no estado de Manipur utiliza-lha como uma erva saborizante em diversos pratos das culturas eromba e singju. Os Manipuris chamam-na Phak-Pai.
Persicaria odorata não se encontra parentada com as mentas, nem pertence à família das mentas Lamiaceae mas o aspecto geral com aroma semelhante.

## Uso em gastronomia
A folha encontra-se muito identificada com a gastronomia de Vietname, onde se consome crua em salada (incluída salada de frango) e em rolitos crus (gỏi cuốn), como também em algumas sopas tais como canh chua e bún thang, e guisados tais como o de pescado kho tộ. É muito popular consumi-la acompanhando hột vịt lộn (Ovo de pato fertilizado).
Na gastronomia de Camboja, a folha é denominada chi krasang tomhom (ជីរក្រសាំងទំហំ) e usa-lha para preparar sopas, guisados, saladas e os rolitos camboianos denominados, naem (ណែម).
Em Singapura e em Malásia, a folha rallada é um ingrediente essencial de laksa, uma sopa picante, ao extremo que em malayo o termo daun laksa significa "folha laksa."
Em Laos e certas zonas de Tailândia as folhas consomem-se junto com carne crua larb (em lao: ລາບ).
Na Austrália realizam-se investigações para pesquisar se é possível obter a partir desta planta um azeite essencial (azeite kesom).

## Características
O coriandro de Vietname é uma planta perenne que cresce em zonas tropicais e subtropicais em condições quentes e húmidas. Em condições favoráveis pode atingir 15 a 30 cm.  No inverno ou quando a temperatura é demasiado elevada, pode se murchar.
A parte superior de sua folha é de uma cor verde escuro, com manchas castanhas enquanto o reverso da folha é de cor vermelha escuro. No Vietname cultiva-se ainda que também se encontre em forma selvagem.
Pode crescer sem problemas no exterior no verão nas zonas não tropicais de Europa, e prefere condições de Sol pleno e terrenos bem drenados e é ideal para macetas. No inverno deve-se recolher ao interior e tratá-la como uma planta de interiores. Fora dos trópicos rara vez floresce.

## Componentes
Seu óleo contém aldeídos tais como decanal (28%) e dodecanol (44%), como também álcool decanol (11%).  Sesquiterpenos tais como α-humuleno e β-cariofileno formam um 15% do azeite.

## Usos tradicionais
Tradicionalmente em Vietname acha-se que a Persicaria odorata tem poderes de suprimir o desejo sexual.  Existe um dito vietnamita que diz, "rau răm, giá sống" ("Coriandro vietnamita, os rebentos crus brotam") que significa que o coriandro do Vietname possui a habilidade de reduzir o desejo sexual, enquanto que os rebentos de soja possuem o efeito contrário.  Muitos monges budistas cultivam coriandro nos seus jardins privados e consomem-no com frequência como ajuda da sua vida em celibato.